# أحمد أبو طالب
أحمد أبو طالب (بالهولندية: Ahmed Aboutaleb) سياسي هولندي من أصل مغربي أمازيغي من الريف. يشغل منصب عمدة روتردام منذ يناير / كانون الثاني 2009 م. وتبوأ سابقاً منصب وزير الدولة للشؤون الاجتماعية والعمل ضمن حكومة يان بيتر بالكننده الرابعة، حيث كان أحد وزيرين مسلمين في تلك الحكومة مع السياسية التركية نبهات البيرق . وهو عضو بحزب العمال في هولندا. واشتهر بمواقفه الجريئة فيما يتعلق بمسألة الهجرة والراديكالية وسط الشباب المسلم في هولندا، إلى جانب سياساته الاجتماعية والإدارية على صعيد الحكومات المحلية. فاز بلقب شخصية السنة في هولندا، والذي تمنحه مجلة “إلزفيي” الهولندية.
 وتصدر عدة مرات قائمة السياسيين الأكثر احتراما وشعبية في هولندا.

## الميلاد والنشأة والتعليم
ولد أحمد أبو طالب في 29 أغسطس / آب 1961 م، من والديين مغربيي الأصل في قرية بني سيدال في ريف إقليم الناظور شمال المغرب. وهناك تلقى تعليمه الأولى حيث تعلم مبادىء الكتابة والقراءة العربية وبعض آيات القرآن الكريم وتعاليم الدين الإسلامي في مدرسة ولاد سيدي محمد بن حدو بقرية اغيلو مدغار القريبة من مسقط رأسه
وفي 17 أكتوبر / تشرين الثاني 1976 ، عندما بلغ سن الخامسة عشر، انتقل مع والدته وإخوته إلى هولندا للإقامة فيها، حيث كان يعمل والده إماماً بأحد المساجد. وسرعان ما تعلم الفتي أحمد اللغة الهولندية كتابة وقراءة ومخاطبة، وباشر دراسته في مدارس التعليم المهني الأولي ودرس الهندسة الكهربائية  ثم نُقل إلى المدرسة المهنية الإعدادية للتوسع في دراسة الهندسة الكهربائية والطيران  فالكلية المهنية العليا حيث تعمق في دراسة الهندسة الكهربائية، وتخصص في هندسة الاتصالات.

## حياته المهنية
عمل أحمد أبو طالب بعد استكماله لتعليمه النظامي مراسلاً لمؤسسة فيرونيكا للإذاعة والتلفزيون الهولندية وهيئة الإذاعة الهولندية شبه الرسمية إن.أو.إس، ثم إذعة وتلفزيون لوكسمبوج – فرع هولندا - إر.تي .إل وإذاعة امستردام المحلية وتلفزيون المهاجرين وغيرها من المؤسسات الإذاعية المحلية في الفترة 1986 وحتى 1989، ومن ثمّ التحق بالخدمة المدنية بداية بوزارة الرعاية الاجتماعية والصحة والثقافة في عام 1991 كمسؤول إعلامي ومتحدث باسم الوزارة، وعمل بعد ذلك في المجلس الاقتصادي والاجتماعي الهولندي رئيساً لقسم الاستعلامات ثم مديراً لقطاع الاتصالات والنشر بالمكتب المركزي الهولندي للإحصاء في عام 1994. وفي عام 1998، أصبح أبو طالب مديراً لمعهد فوروم - المركز الهولندي للأجانب سابقاً - وهو منتدى سياسي هولندي يعني بقضايا ومشاكل المهاجرين السياسية والتعددية الثقافية. كما كان أبو طالب محرراً في صحيفة تراو اليومية.

## بداية مشواره السياسي
أبدى أحمد اهتماماً بالعمل السياسي منذ وقت طويل، حتى سنحت له الفرصة في عام 2002 وتقدم بطلب للحصول على وظيفة قيادية في  حزب قائمة بيم فورتاوين ( باللغة الهولندية Lijst Pim Lijst, LPF ) الجديدة آنذاك والتي أسسها السياسي الهولندي بيم فورتاين، إلا أنه، وبعد مقابلتين مع إدارة الحزب، اتضح له بأنه ليس ثمة ما يجمعه مع الحزب من أفكار ورؤى ولا تتماشي توجهاته مع ساسة الحزب وتوجهاتهم السياسية فاعتذر عن الانضمام إلى الحزب، هذا ما ورد في كتاب للسياسية الهولندية فيلومينا بايلهاوت التي شغلت منصب وزير الدولة ممثلة لحزب قائمة بيم فورتاوين قبل سقوط الحكومة التي كان يشارك فيها الحزب. وبعد مضي عام انضم أبوطالب إلى حزب العمال ذي التوجه الاشتراكي. وفي عام 2004 أصبح عضوا بمجلس بلدية أمستردام، خلفا للعضو العمالي السابق روب آود كر ك . وقبل ولوجه إلى عالم السياسة، كان أبو طالب يعمل موظفاً ببلدية أمستردام، وهو متزوج ولديه ثلاث بنات وولد.

## حياته السياسية

### عضوية مجلس بلدية أمستردام

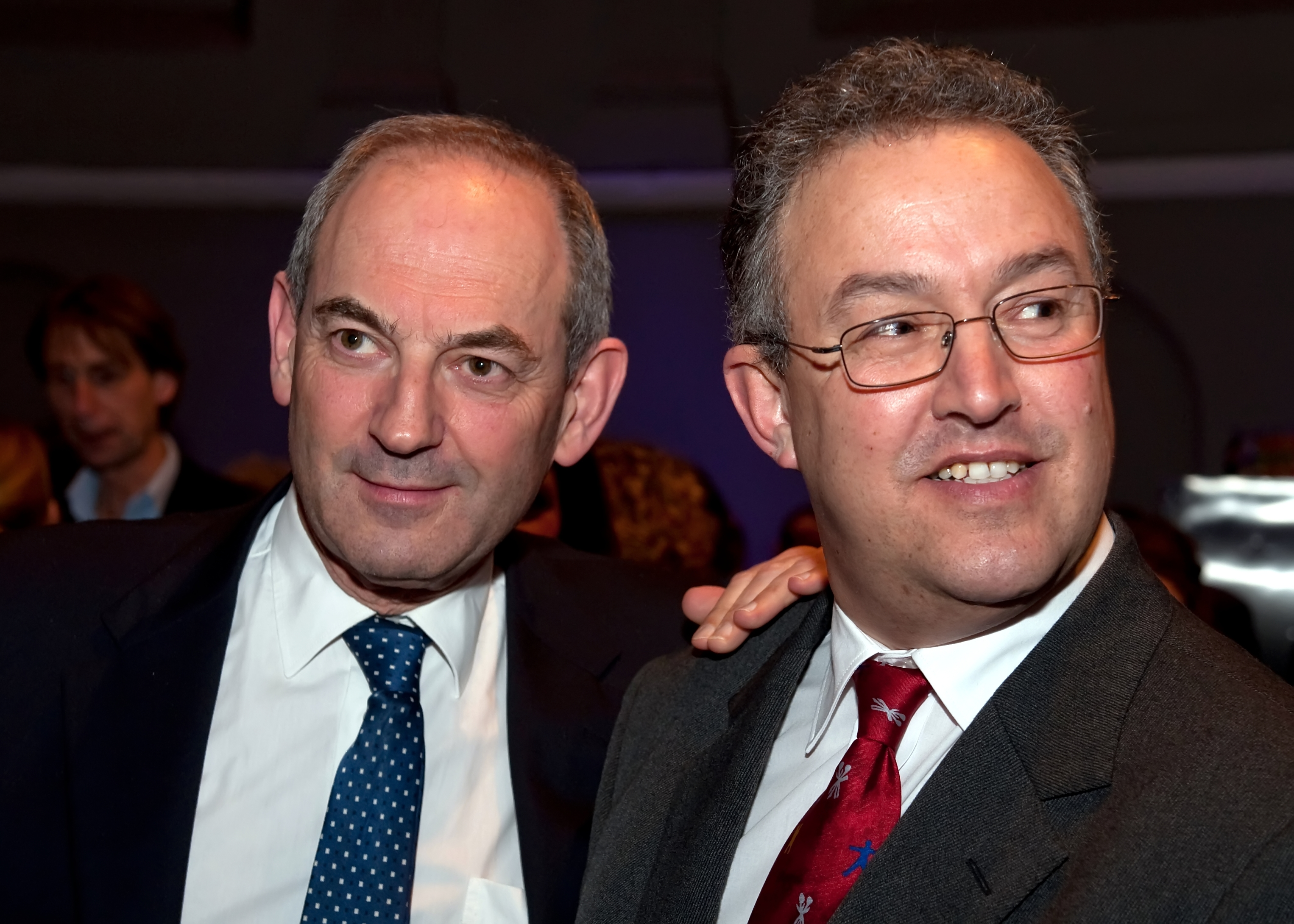
أحمد أبوطالب و يوب كوهين (يسار) عمدة أمسيتردام السابق ، عام 2010

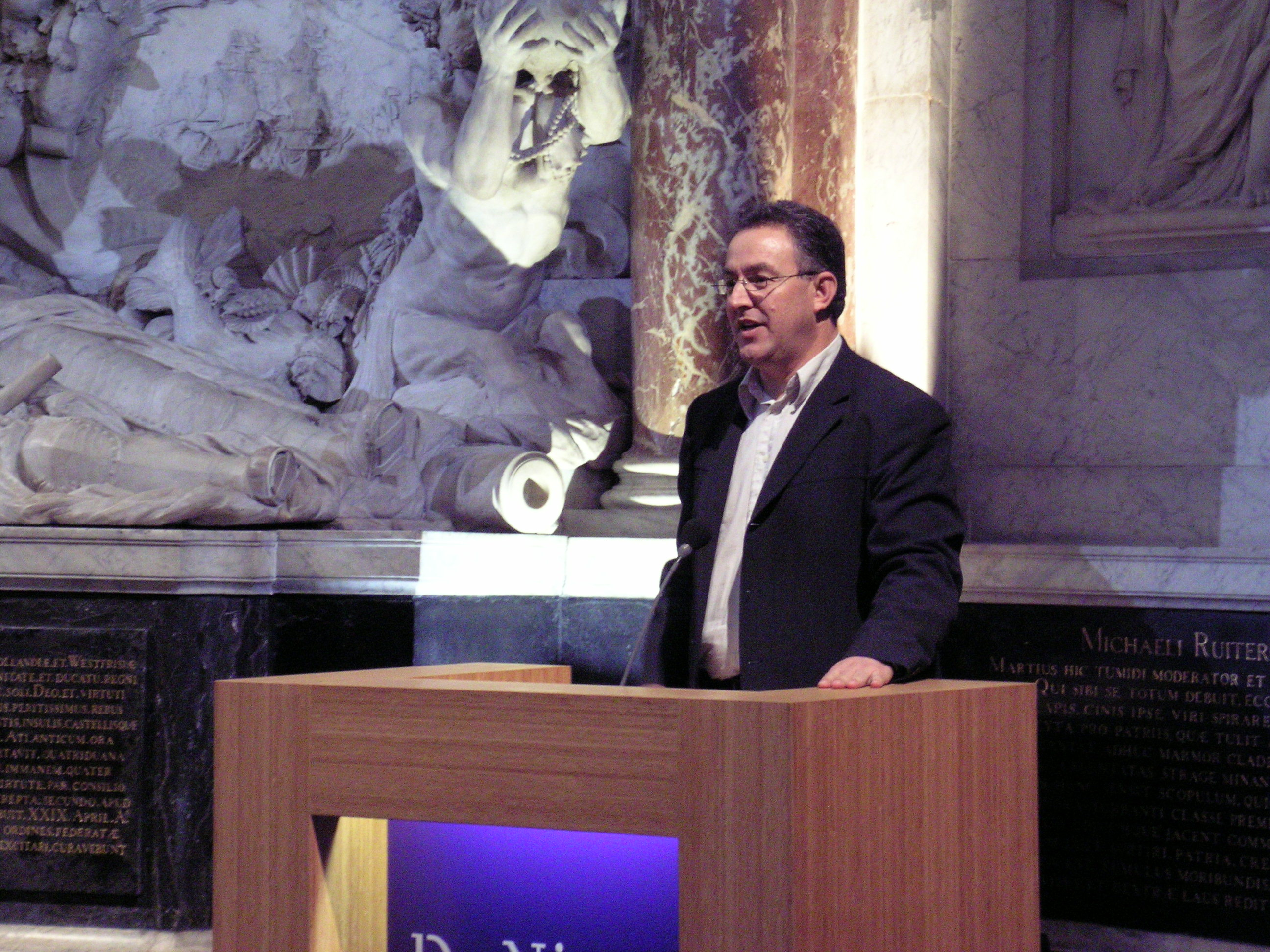
أحمد أبو طالب في ندوة لجمعية «بلد واحد مجتمع واحد »، عندما كان عضواً بمجلس بلدية أمستردام في عام 2006

في يناير / كانون الثاني 2004 . وبعد استقالة عضو المجلس روب آود كرك تولى أبو طالب مهامه كمحافظ قانوني مسؤول عن شؤون التعليم والشباب والعمل والموارد المالية والسياسة الخاصة بالمناطق الحضرية الكبرى. وذاع صيته بوتيرة سريعة وسط دوائر الحكومات المحلية وعلى صعيد الحكومة المركزية، وبالخصوص إبان حادثة اغتيال المخرج الهولندي ثيو فان غوخ في نوفمبر / تشرين الثاني من العام نفسه - والذي كان يعمل في إخراج فيلم رأى فيه المسلمون أنه ينطوي على إساءة للإسلام - على يد شاب راديكالي إسلامي مغربي الأصل. وتصدر اسم أحمد أبو طالب عناوين الأخبار في مختلف وسائل الإعلام عبر مساعيه وجهوده الناجحة لتهدئة الخواطر وامتصاص الغضب وردات الفعل والتقريب بين الإثنيات والفئآت الاجتماعية والدينية المختلفة وسط سكان المدينة، وتداولت وسائل الإعلام المحلية تصريحاته الجريئة في هذا الشأن عندما خاطب المهاجرين قائلاً: من لم يستطع الاندماج في هذا المجتمع فليحمل أمتعته ويغادر البلاد. وغالباً ما كان ينظر إليه منذ ذلك الحين في الساحة السياسية الهولندية باعتباره «وجه المهاجرين» في حزب العمال الذي كان قد أصبح أكبر حزب سياسي في دوائر الناخبين غير الغربيين، والتي أخذت في التنامي بشكل مطرد في امستردام آنذاك. بينما كان يرى فيه المهاجرون الشخص القادر على عرض قضاياهم، وأنه يمثل الجيل الناجح للمهاجرين.
كذلك ارتبط اسم أحمد أبو طالب في بلدية أمستردام «بسياسة الرمز البريدي التعليمي» لمدارس الابتدائية، وهو ما يعني في الممارسة «أن كل مدرسة ابتدائية من مدارس أمستردام يجب أن تقبل في صفوفها تلاميذ الحي الذي تقع المدرسة في حدوده فقط والذي يميزه رمزه البريدي». والهدف من هذه السياسة هو محاربة ظاهرة ما يعرف في هولندا بالمدارس السوداء (باللغة الهولندية zwart school) أي المدارس التي تتكون أغلبية تلاميذها من أصول أجنبية بسبب قيام أولياء الأمور، خاصة من ذوي الأصول الهولندية، بتسجيل أبنائهم في مدارس أغلبية تلاميذ صفوفها من أصول هولندية حتى ولو كانت في أحياء سكنية أخرى.
كوفئ أبو طالب على نجاح سياسته هذه في الانتخابات البلدية التي جرت عام 2006 م، حيث حصل على أكبر عدد من الأصوات متفوقاً على المرشحين الآخرين جميعهم في تلك الانتخابات بتسجيله (46217 صوتا)، على الرغم من أن اسمه كان مدرجاً في المركز الثاني وليس الأول على القائمة الانتخابية لحزب العمال، وحصل المرشح الأول لوديفايك آشر الذي كان على رأس القائمة على 35224 صوتا فقط، وبذلك حافظ أبو طالب على حقيبته الإدارية في التشكيلة الجديدة للحكومة المحلية بأمستردام التي تكونت من ممثلي حزب العمال وحزب اليسار الأخضر.
وفي 18 أبريل / نيسان 2006 م، برز اسم أبو طالب مرة أخرى بالخط العريض في عناوين أخبار الصحافة، وذلك لقراره القاضي بوقف الإعانة الحكومية الممنوحة للنساء في أمستردام اللائي يرتدين البرقع. وبرر قراره في تصريح أدلى به لصحيفة «أوبزاي» ( باللغة الهولندية Opzij) لسان حال حزب العمال، قائلاً: «ما من أحد يرغب في تعيين امرأة ترتدي البرقع في أية وظيفة لديه. ولذلك فإنني أقول في مثل هذه الحالة للمرأة أن تتخلى عن البرقع وتتقدم بطلبها للعمل. وإذا كانت لا تريد القيام بذلك. حسناً لا مشكلة، ولكن لا سبيل لها للحصول على الإعانة»، لأن الإعانة مرتبطة بالعمل ولا تمنح لمن لا يريد أن يعمل أو من يتسبب في عدم حصوله على وظيفة. وكان أبو طالب أيضا من المؤيدين المتشددين لما يعرف بالزيارات المنزلية التفقدية إلى منازل المتقدمين للحصول على المساعدات الاجتماعية أو منازل المستفيدين منها، وذلك للتأكد من مدى استعدادهم للانخراط في العمل. وفي حالة عدم تعاونهم على إجراء مثل هذه الزيارات يتم رفض طلباتهم للحصول على الإعانة أو إيقاف صرفها لمن يتلقاها من الأفراد. وقد قوبلت هذه السياسية بمقاومة كبيرة، حيث رفعت دعاوى قضائية ناجحة ضد بلدية أمستردام، إلا أنه وبالرغم من صدور حكم من محكمة لاهاي يقضي بعدم شرعية تلك السياسة التي تقوم بتنفيدها مؤسسة التأمينات الاجتماعية على كبار السن، فإنّ أبوطالب استمر في تطبيق سياسة الزيارات المنزلية ولم يمتثل لحكم المحكمة، لا سيما بعد أن أصبح في غضون ذلك وزيراَ للدولة.

### وزير الدولة

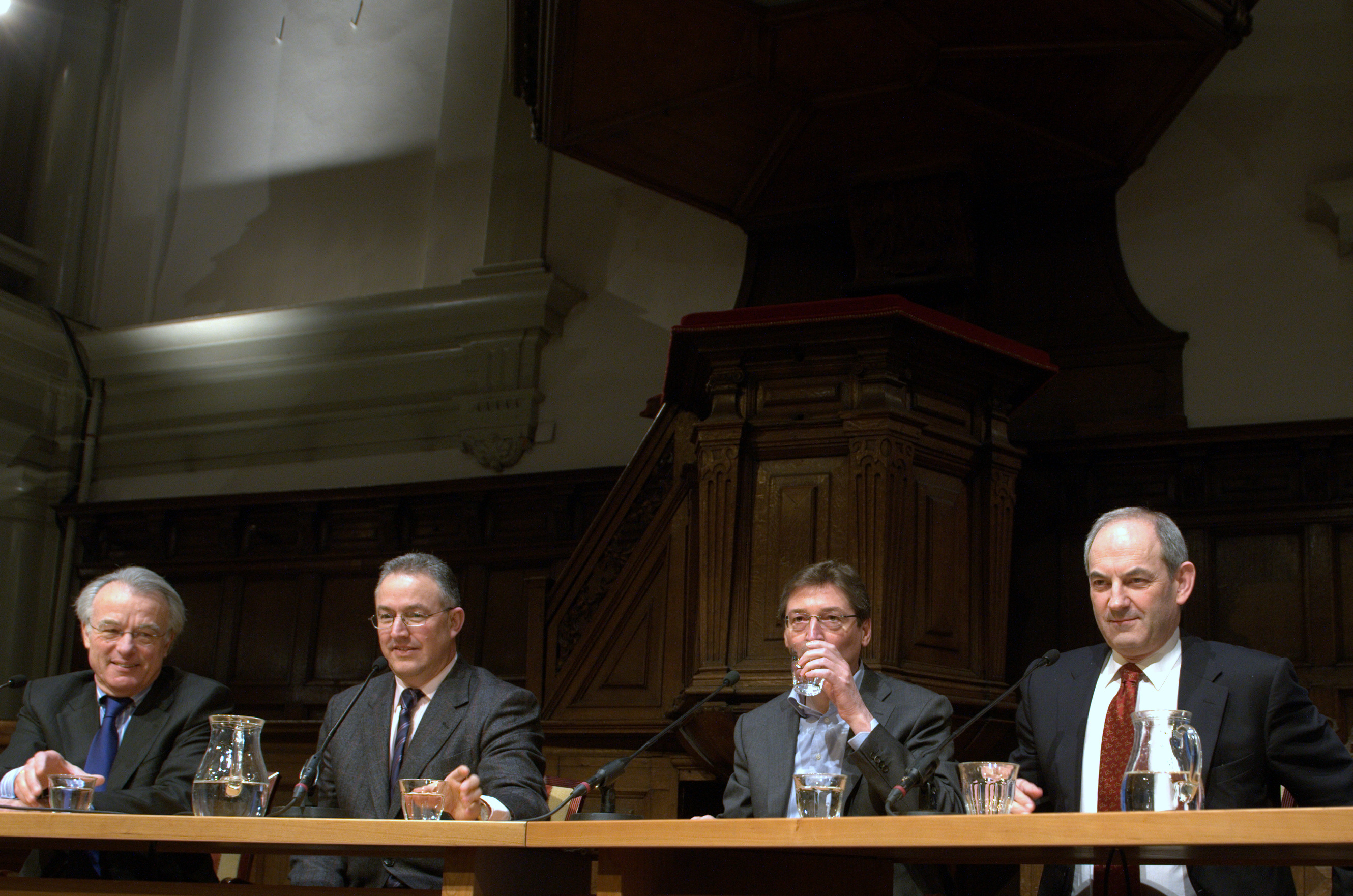
أبو طالب مع عمداء مدن: لاهاي (اقصي يسار الصورة) وأمستردام (اقصى اليمين) وأترخت (في الوسط) أثناء مناظرة لعمداء المدن الهولندية الكبرى

وفي 22 فبراير / شباط 2007 م، تم تعيين أحمد أبو طالب وزيراَ للدولة للشؤون الاجتماعية والعمل في تشكيلة حكومة يان بيتر بالكننده الرابعة. وواقع الأمر كان هناك اتجاها في البداية لتعيينه في منصب وزير التربية والتعليم عندما ورد اسمه في كتاب لزعيم حزب العمال فاوتر بوس بعنوان «ما يريده فاوتر » حول تشكيل الحكومة الائتلافية مع الحزب الديمقراطي المسيحي. إلا أن حيازة أبو طالب للجنسية المزدوجة (الجنسيتين المغربية والهولندية) قد أدت إلى تساؤلات برلمانية اثارها حزب الحرية اليميني المتطرف بزعامة خيرت فيلدرز قبل الإعلان عن تعيين أبو طالب وزيراً في الحكومة. وقد قدم الحزب نفسه أثناء النقاش البرلماني مشروع قرار بحجب الثقة عن ابوطالب فيما لو تمّ تعيينه هو وزميلته النائبة نبهات البيرق. التركية الأصل وزيرين في مجلس الوزراء المقترح. دستورياً، يشكل هذا العمل الذي قام به حزب الحرية بمثابة بدعة سياسية لا سابق لها وليس لديه أية قيمة قانونية.
وفي أكتوبر / تشرين الثاني 2008 م، أجرت مجلة فراي نيدرلاند (بالهولندية Vrij Nederland) الإخبارية الهولندية مقابلة صحفية مع أحمد أبو طالب عن تجربته باعتباره عضو مجلس بلدي ووزير دولة ونقلت وجهات نظره بشأن قضية اندماج المهاجرين في المجتمع الهولندي.
وفي مطلع نوفمبر / تشرين الثاني 2008 م، تداول وسائل الإعلام خبراً مفاده وجود اسم أبو طالب مدرجاً في بريد إلكتروني (جنبا إلى جنب مع اسم هانس اسبيكمان أحد أعضاء حزب العمال البارزين) يدعو قيادات الحزب الآخرين على تقديم خبر الأموال الإضافية التي خصصتها الحكومة لدعم ذوي الدخل المنخفض كأنه انجاز للحزب واعتباره هدية من الحزب للمواطنين. وتم استدعاء وزير الدولة أبو طالب إلى جلسة طارئة عقدها مجلس النواب لمساءلته حيث اعترف أبو طالب بما حدث وقدم اعتذاره .

### عمدة مدينة روتردام

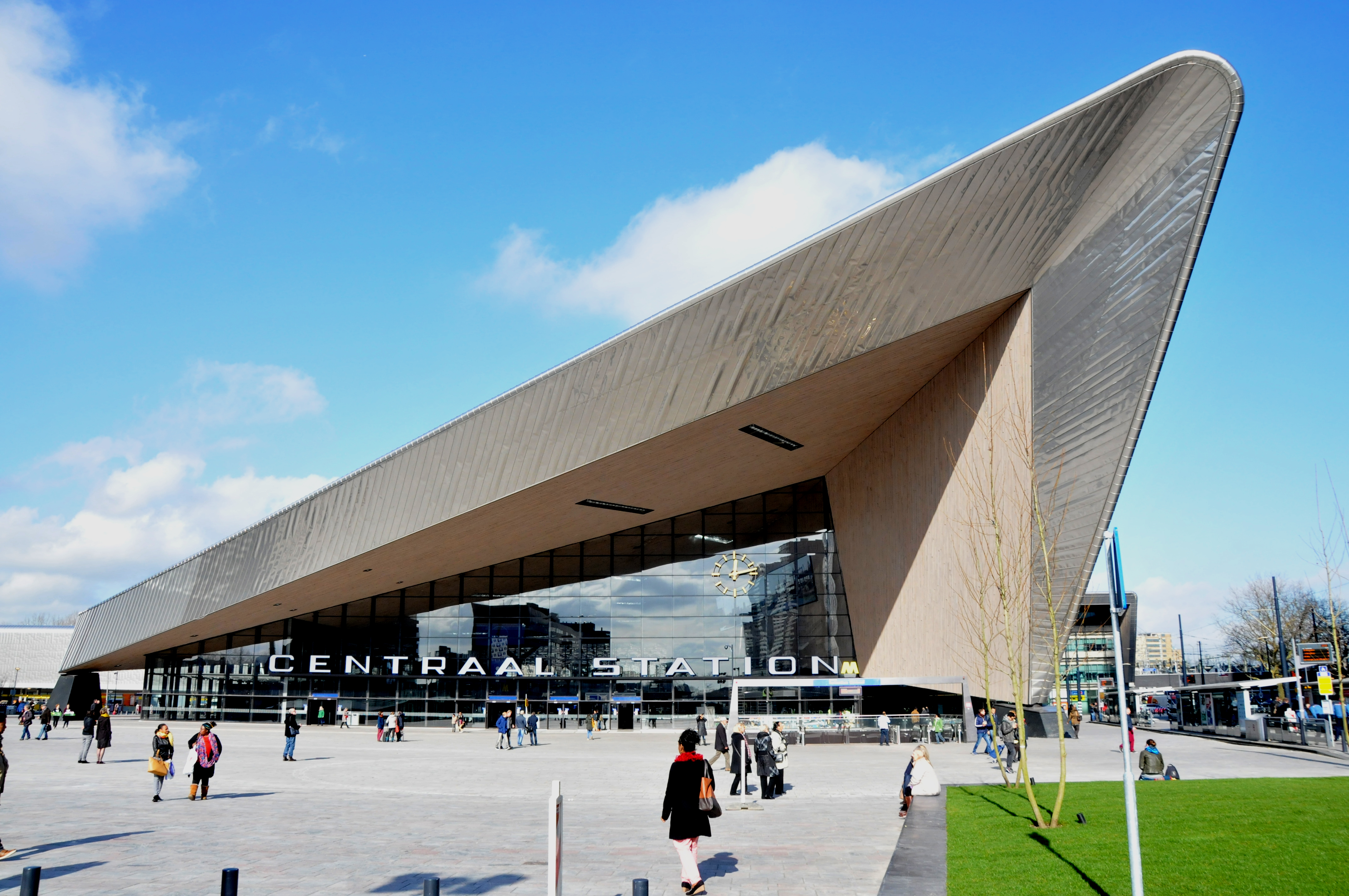
محطة روتردام المركزية إحدى إنجازات أبو طالب المعمارية بالمدينة

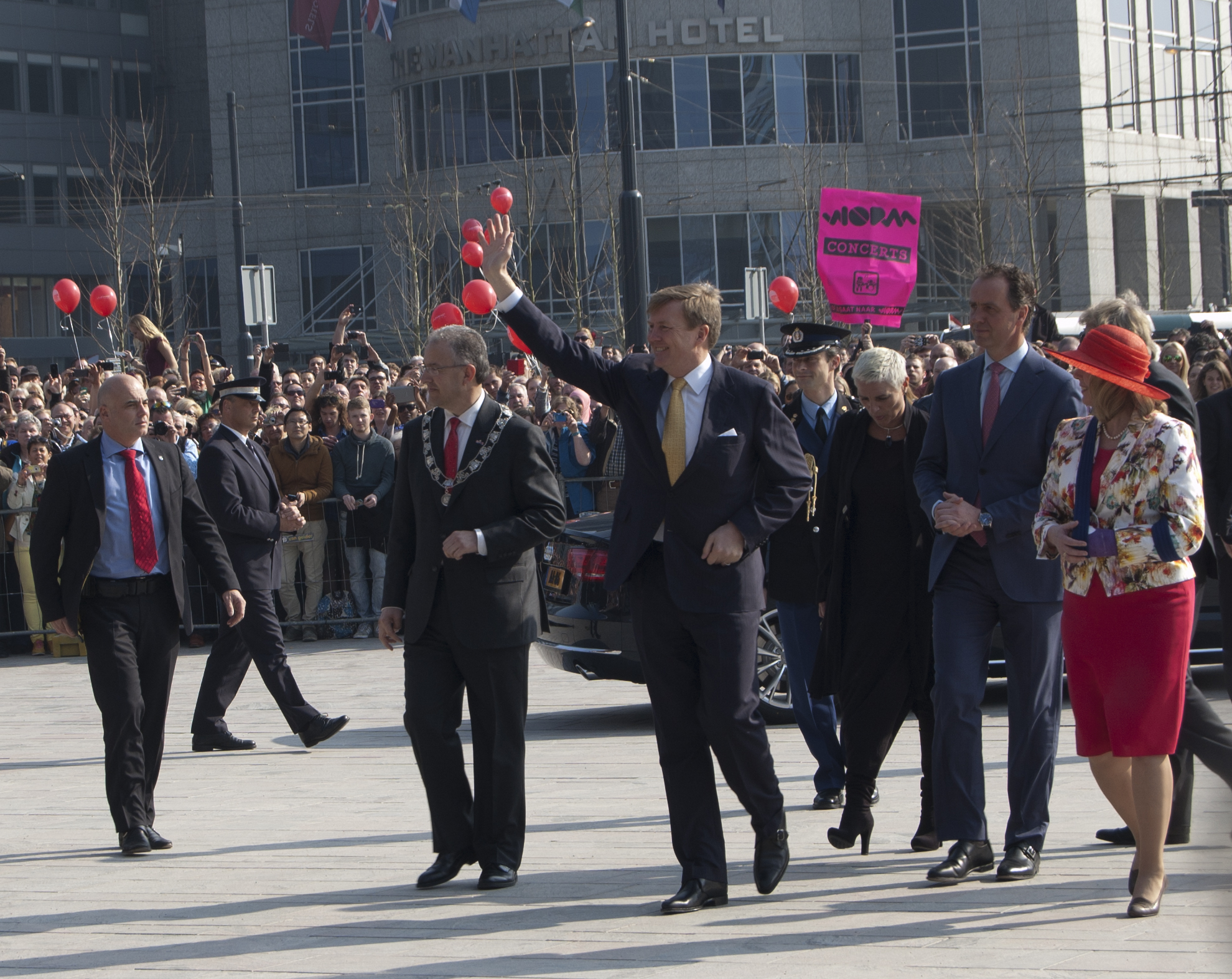
العمدة أحمد أبو طالب مع الملك فيليم ألكسندر أثناء افتتاح محطة روتردام المركزية

في أكتوبر / تشرين الثاني 2008 بدا واضحا أن أبو طالب يرغب في الحصول على منصب العمدة في مدينة روتردام ممثلاً لحزب العمال. وكان من بين آخر أربعة مرشحين للتأهل النهائي للمنصب وفقا لمصادر مقربة من لجنة الاختيار السرية، توطئة لتقديمهم إلى الملك الذي يقوم بتعيين العمدة بناء على توصية من المجلس البلدي. في 16 أكتوبر / تشرين الأول 2008 م، تم ترشيحه من قبل مجلس مدينة روتردام عمدة جديدا للمدينة. ولم يخلو ترشيحه من الجدل. وكان حزب «روتردام الصالحة للعيش» ( باللغة الهولندية Leefbaar Rotterdam, LR ) واحد من الذين وجدوا صعوبة كبيرة في تقبل تعيين ابوطالب عمدة لمدينة كبيرة مثل روتردام، بالرغم من أن عضو لجنة الاختيار ممثل الحزب ماركو باستور كان، كما اتضح لاحقاً، واحد من أعضاء اللجنة الذين صوتوا لصالح أبو طالب.
وقداعترض رئيس الحزب رونالد سورنسن على تعيين أبو طالب وبنى حجته على حقيقة أن أبو طالب يحوز على جوازي سفر ويمثل شريحة سكانية مسؤولة عن مشاكل تحدث في مدينة روتردم وكافة أنحاء هولندا. لكن سورنسن خفف لاحقاً من حدة انتقاده. كما انتقد سورنسن انتماء أبو طالب لحزب العمال وإتهمه بأنه يريد المنصب انطلاقاَ مما وصفه باعتبارات انتهازية، واقترح أن يتم تعيين العمدة عن طريق استفتاء سكان المدينة، وهو هذا الاقتراح الذي قوبل بالرفض من قبل مجلس بلدية روتردام في أبريل / شباط 2008 م، بمعارضة 23 صوتاً ضد 22 صوت .
كذلك اعترضت على التعيين دون جدوى الكتلة البرلمانية لحزب الحرية بزعامة خيرت فيلدرز 
وفي رد فعله على الاتهامات الموجهة إليه من قبل بعض الأوساط اليمينية الهولندية التي أثارت الشكوك حول ولائه للبلاد عندما رفض التنازل عن جواز سفره المغربي، ذكر أبو طالب إن ولاء المرء للوطن لا علاقة له بجواز السفر الذي يحمله، بقدرما بما يقدمه المرء من خدمات جليلة للوطن، وأن انتمائه المزدوج لهولندا والمغرب هو انتماء طبيعي جبّله الله عليه، ولا يرى فيه أي تناقض كما يحلو للبعض اختلاق مشاكل حوله، بل على النقيض فهو ينظر إليه كمصدر قوة وفائدة لمصلحة البلدين وشعبيهما.
ولكونه من أصل مغربي فأن بإمكانه مخاطبة أفراد الجماعات الإثنية المسلمة في أحيائها السكنية ومواقعها الاجتماعية والدينة كالأندية والمساجد بلغة واضحة وعقلية تفهمها، تلك اللغة الحادة التي لم يكن لهم ليتقبلوها لو أنها صدرت من علي لسان غيره من السياسيين الهولنديين، على الرغم من أن هناك أيضا من لم يرحب بلهجته هذه بل أنه تلقى تهديدات بالقتل، خاصة بعد هجمات باريس في عام 2014م، وتزايد التوتر بين المسلمين وغير المسلمين في أوروبا وردود الفعل المتشددة التي صدرت عنه حينما ذكر مخاطباً افراد الجاليات الإسلامية وبشكل خاص المتشددين منهم في هولندا قائلاً بأن «من لا يطيق الحرية فليحزم حقائبه ويرحل إلى مكان آخر في العالم يجد فيه راحته».
وثمة اصوات أخرى معارضة لتعيين أحمد أبو طالب عمدة لمدينة روتردام كانت ترى في أن مدينة روتردام في حاجة إلى شخصية قيادية ذات بعد سياسي وافق واسع لتعزيز مركزها التنافسي مع مدن عالمية كبيرة مثل شانغهاي وانتويرب وغيرها والتي تنافسها في التربع على قمة الموانيء العالمية، وهي ليست في حاجة إلى شخصية وسيط لحلحلة مشاكل العرقيات والمتاعب التي تثيرها حفنة شبان بالمدينة.
وفي 31 أكتوبر / تشرين الأول 2008 م، وافق مجلس الوزراء الهولندي على تعيين أحمد أبو طالب عمدة لمدينة روتردام. وهو بذلك أول عمدة في هولندا من أصول مغربية ومسلم العقيدة ومن منطقة شمال أفريقيا والشرق الأوسط، وأول عمدة بهذه الصفة لمدينة من المدن الكبرى في أوروبا. وفي 18 ديسمبر / كانون الأول 2008 م، غادر أبو طالب الحكومة المركزية في لاهاي وخَلَفَتَه رفيقته في الحزب جيتا كلاينسمان كوزير ة للدولة للشؤون الاجتماعية والعمل. وفي 5 يناير / كانون الثاني 2009 م، تقلد أبو طالب رسمياً منصب عمدة روتردام خلفاً للعمدة ايفو أوبستيلتن من حزب الأحرار الليبرالي 
اختارت مجلة «إليسفير» الإسبوعية الهولندية أبو طالب في 9 ديسمبر / كانون الأول 2014 م، ليكون شخصية العام ويحوز على لقب المواطن الهولندي الأول لسنة 2014. ووصفت المجلة أحمد أبو طالب بالشخصية الحازمة والملتزمة المكرسة جهودها للعمل مع اهتمام بالتفاصيل. وهو أحيانا يتسم بالتشدّد ويتميّز دائما بالوضوح. وبعد شهرين من هذا التكريم تم اختياره من قبل زملائه عمداء المدن الهولندية الأخرى ليحمل لقب «عمدة السنة». وقدمته مجلة «بيننلاندس بيستور»، وهي مجلة أسبوعية موجهة للإداريين وموظفي الخدمة المدنية، أحمد أبو طالب، كأحسن مسؤول محلي في هولندا، موضحة بأنه قد تقدم على زملائه أرنو بروك، عمدة مدينة دوردريخت ، وإيبرهارد فان در لان، عمدة أمستردام، وهنري لينفيرينك عمدة مدينة لايدن، وبيتر دين أودستين عمدة خرونينغن ، وبيتر فان دير فيلدين عمدة مدينة بريدا ، ويان فان زانين، عمدة أوترخت الذين كانوا مرشحين للقب نفسه. وحسب المجلة فإن اختيار أبو طالب أملته بشكل خاص اعتبارات مثل إدارته الجيدة والكفؤة للمدينة وما يتحلى به من خصال نبيلة كالصدق والنزاهة والاستفامة، وأنه استطاع أن يمنح روتردام الوجه الذي تستحقه محلياً وعالميا.

### أسلوب عمله

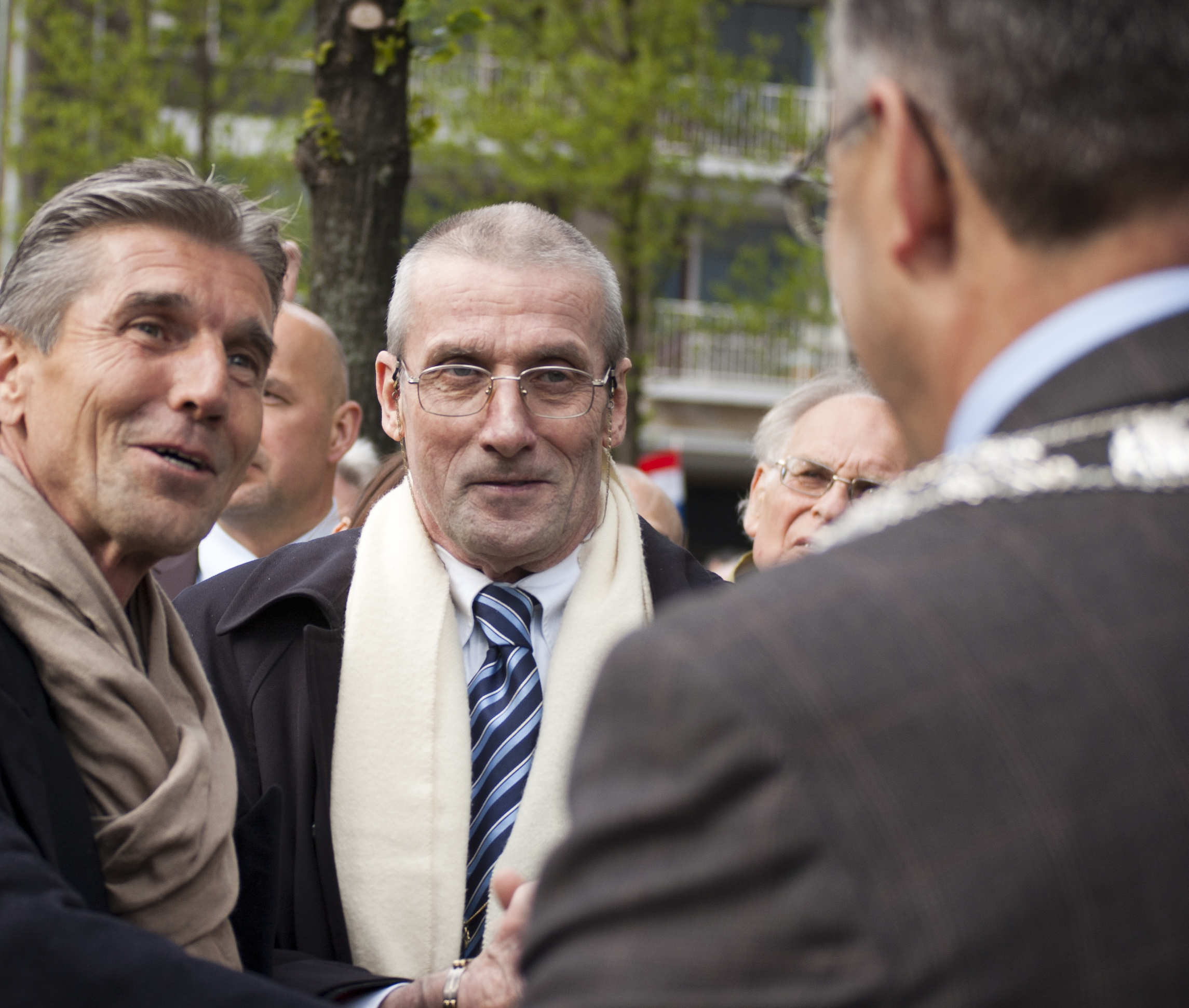
أبو طلب في حوار مع مواطنين من مدينة روتردام

عن اسلوب عمله الإداري يقول أبو طالب إنه يخصص جزء من وقته للتعرف على تفاصيل مجريات الأمور في المدينة والوقوف على كافة جوانب حياة سكانها ويطلّع بشكل يومي على رسائل المواطنين العاديين التي تصله عبر بالبريد الإلكتروني والبريد العادي. وعادة ما يختار منها بضع رسائل، ثلاثة أو أربعة ليتصل مباشرة بأصحابها عبر الهاتف، بينما يقوم بإحالة بقية الرسائل إلى الدوائر المختصة للنظر فيها والعمل على حلحلة مشاكل مرسليها.

## أعمال الترجمة

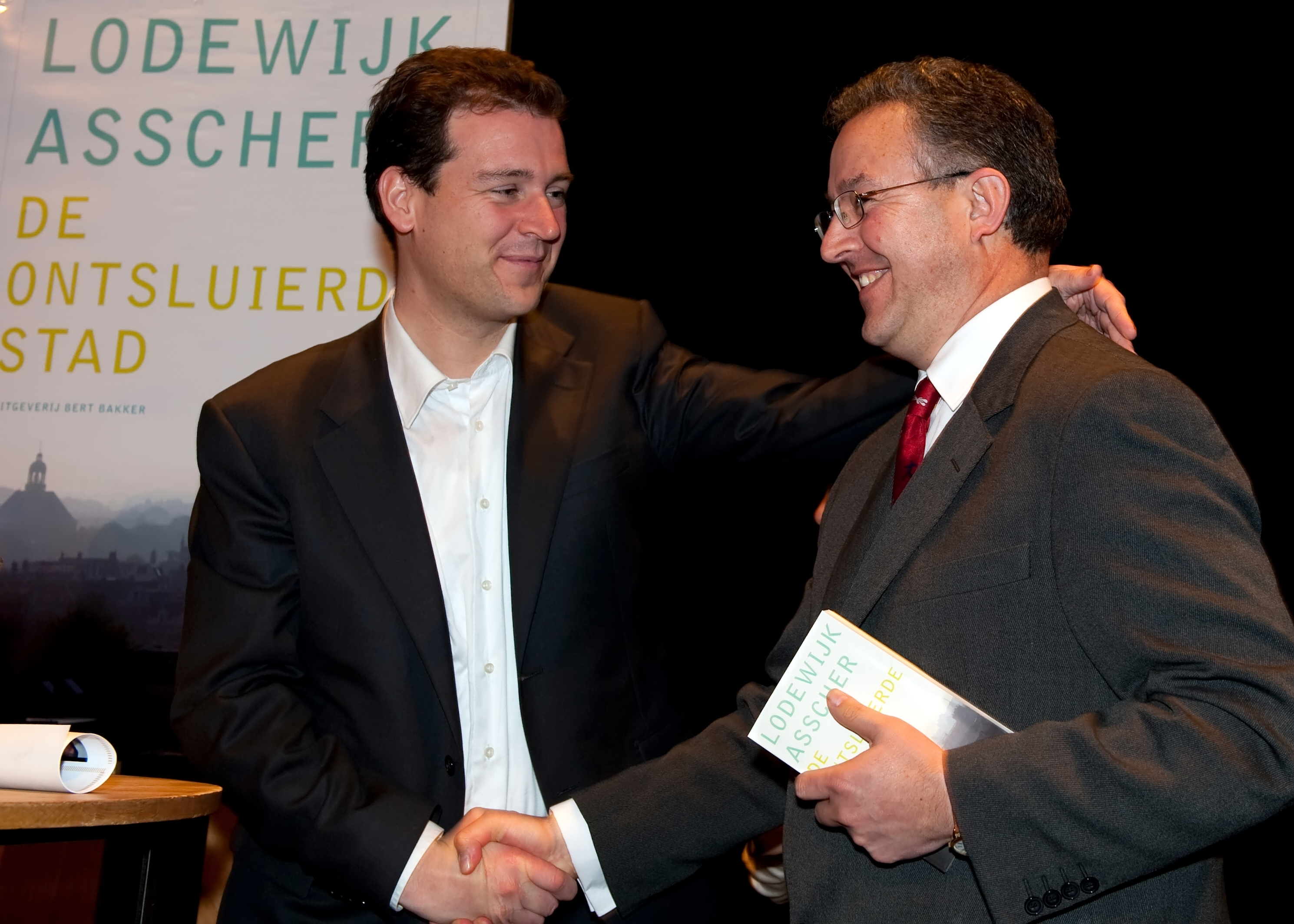
أبو طالب في حفل التقديم لكتاب ألفه زميله في الحزب، لودفايك آشر، في أمستردام

معروف عن أبي طالب عشقه للشعر العربي وقد قام بترجمة بعض الأعمال الشعرية لأدباء عرب من بينهم أدونيس ، أحد الشعراء المعاصرين الأكثر شهرة في العالم العربي والذين هم على قيد الحياة، وهو أمر نادر الحدوث في هولندا لأنه لا يوجد إلا بالكاد من أعمال منشورة لأدونيس بترجمة هولندية. وقد قدم أبوطالب بعض تلك القصائد التي ترجمها إلى اللغة الهولندية مع لغتها العربية الأصلية إلى مهرجان الشعر العالمي في روتردام في يونيو / حزيران 
ويتحدث أبو طالب اللغات الأمازيغية والعربية والهولندية والإنجليزية بطلاقة.

## أنشطته أخرى
كان أبو طالب عضو في اللجنة الوطنية المعنية بتنسيق احتفالات تنصيب فيليم الكسندر ملكاً على مملكة هولندا في 30 أبريل / نيسان عام 2013 م. و كان أيضاً عضوا في مجلس مفتشي التعليم موندريان بمدينة لاهاي ورئيس اللجنة الاستشارية المعنية بتعيين أعضاء مجلس الثقافة الهولندي ( في الفترة من 2002 وحتى 2004م، وعضو بالمجلس التنفيذي لمركز بابل لدراسات تعدد اللغات في مجتمع متعدد الثقافات التابع لكلية الآداب بجامعة تيلبرخ الهولندية وهو أيضاً من اصحاب مبادرة تأسيس «جمعية الائتلاف الهولندي للسلام في الشرق الأوسط».